# Dancourt-Popincourt
Dancourt-Popincourt és un municipi francès situat al departament del Somme i a la regió dels Alts de França. L'any 2007 tenia 146 habitants.

## Demografia

### Població

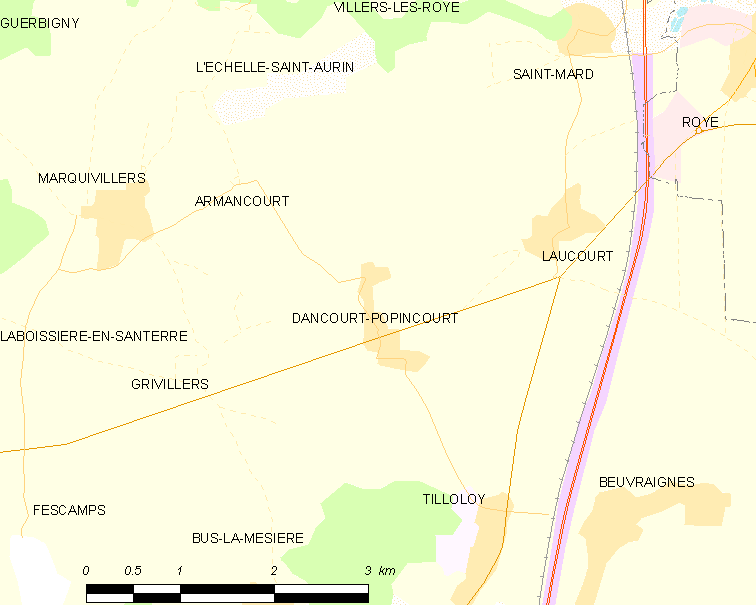

El 2007 la població de fet de Dancourt-Popincourt era de 146 persones. Hi havia 52 famílies de les quals 16 eren unipersonals (8 homes vivint sols i 8 dones vivint soles), 16 parelles sense fills i 20 parelles amb fills.
La població ha evolucionat segons el següent gràfic:
Habitants censats

### Habitatges

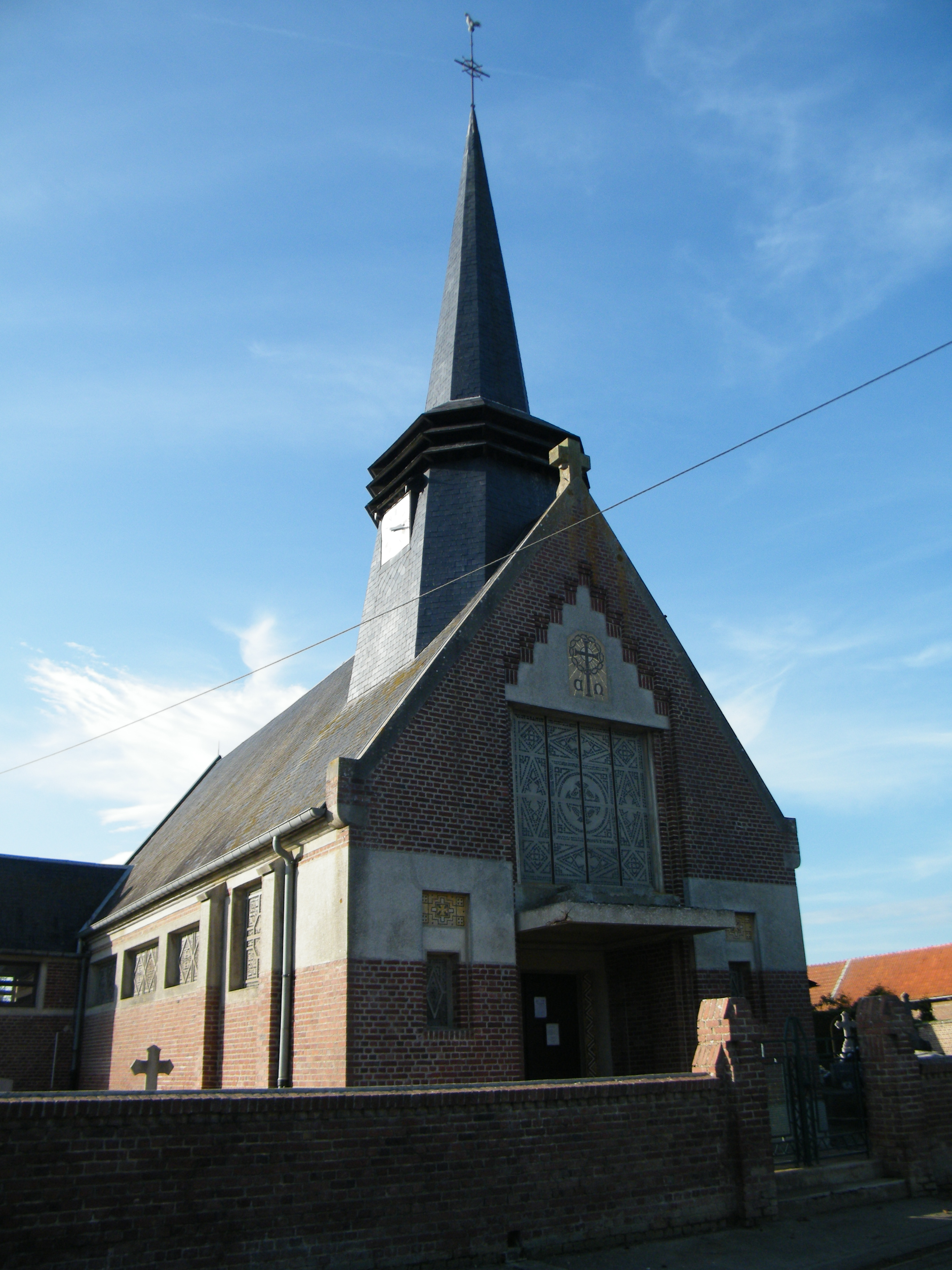

El 2007 hi havia 66 habitatges, 57 eren l'habitatge principal de la família, 7 eren segones residències i 2 estaven desocupats. Tots els 66 habitatges eren cases. Dels 57 habitatges principals, 52 estaven ocupats pels seus propietaris i 5 estaven llogats i ocupats pels llogaters; 4 tenien tres cambres, 14 en tenien quatre i 39 en tenien cinc o més. 40 habitatges disposaven pel capbaix d'una plaça de pàrquing. A 21 habitatges hi havia un automòbil i a 33 n'hi havia dos o més.

### Piràmide de població

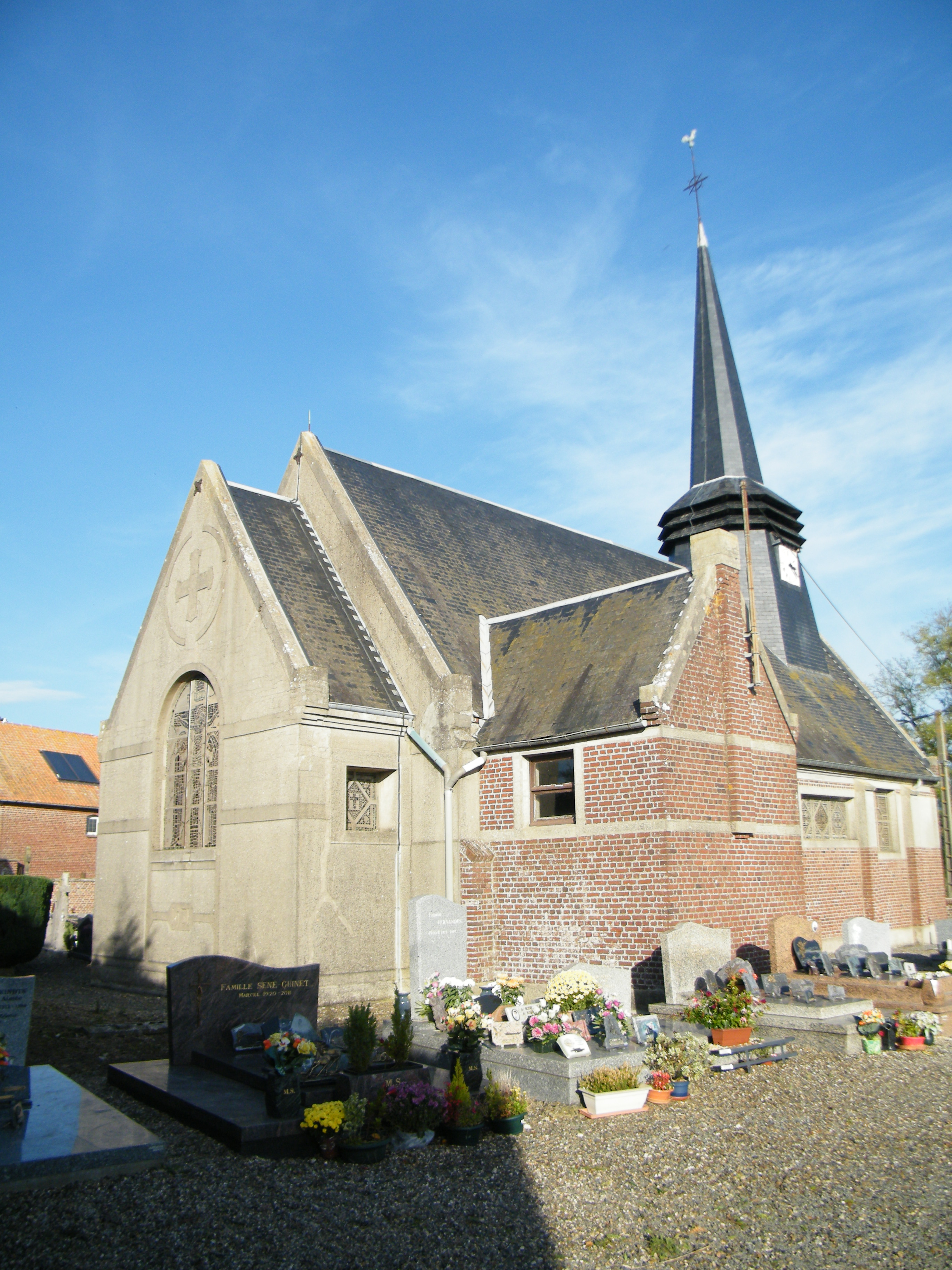

La piràmide de població per edats i sexe el 2009 era:
| Homes | Edats   | Dones |
| ----- | ------- | ----- |
| 0     | 95 o +  | 0     |
| 0     | 90 a 94 | 0     |
| 4     | 85 a 89 | 0     |
| 0     | 80 a 84 | 0     |
| 8     | 75 a 79 | 0     |
| 0     | 70 a 74 | 8     |
| 4     | 65 a 69 | 0     |
| 0     | 60 a 64 | 8     |
| 4     | 55 a 59 | 4     |
| 4     | 50 a 54 | 4     |
| 16    | 45 a 49 | 4     |
| 8     | 40 a 44 | 12    |
| 12    | 35 a 39 | 4     |
| 4     | 30 a 34 | 8     |
| 0     | 25 a 29 | 0     |
| 8     | 20 a 24 | 0     |
| 0     | 15 a 19 | 4     |
| 12    | 10 a 14 | 8     |
| 4     | 5 a 9   | 0     |
| 0     | 0 a 4   | 4     |

## Economia

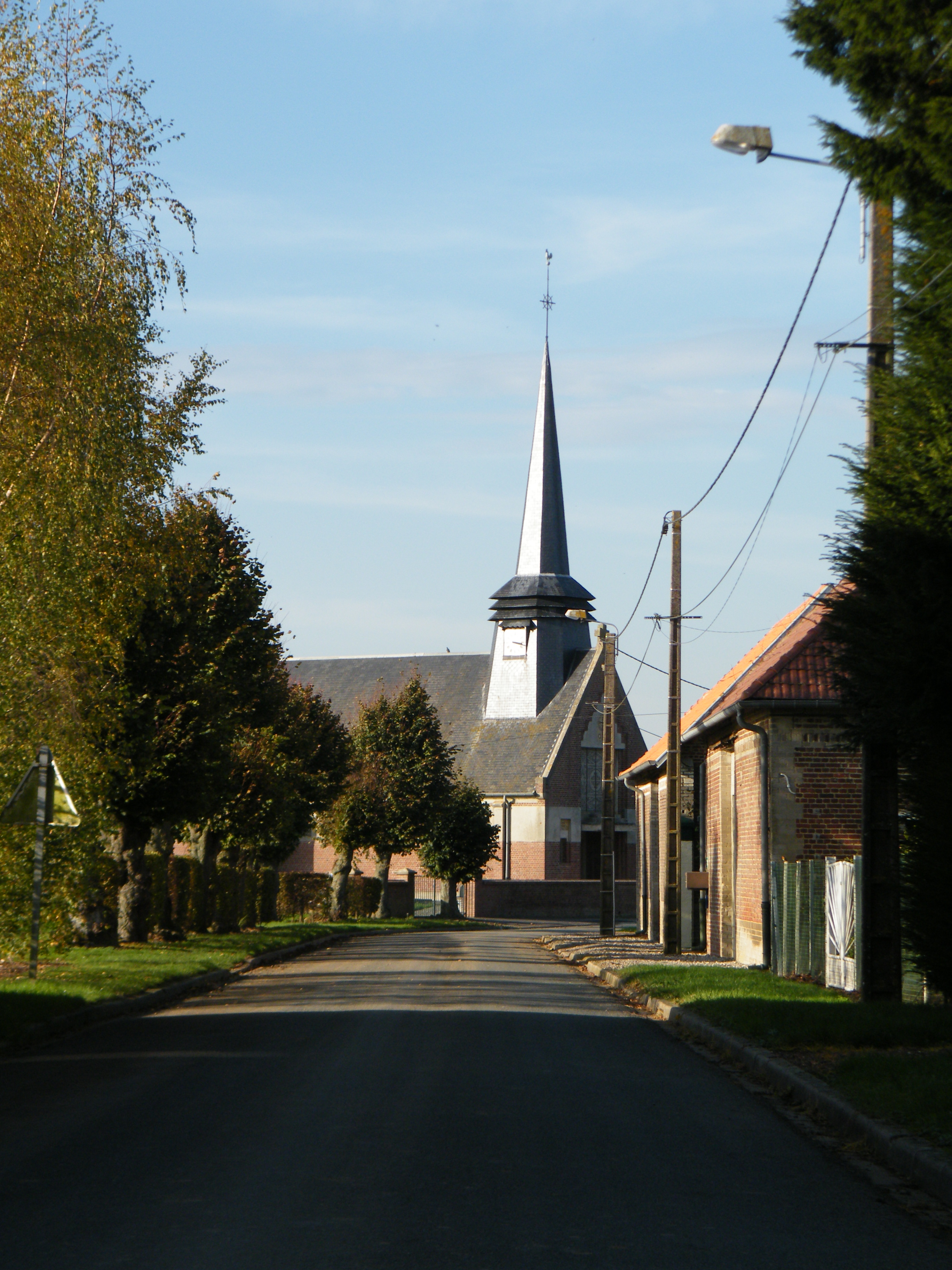

El 2007 la població en edat de treballar era de 95 persones, 78 eren actives i 17 eren inactives. De les 78 persones actives 71 estaven ocupades (41 homes i 30 dones) i 6 estaven aturades (3 homes i 3 dones). De les 17 persones inactives 8 estaven jubilades, 6 estaven estudiant i 3 estaven classificades com a «altres inactius».

### Ingressos

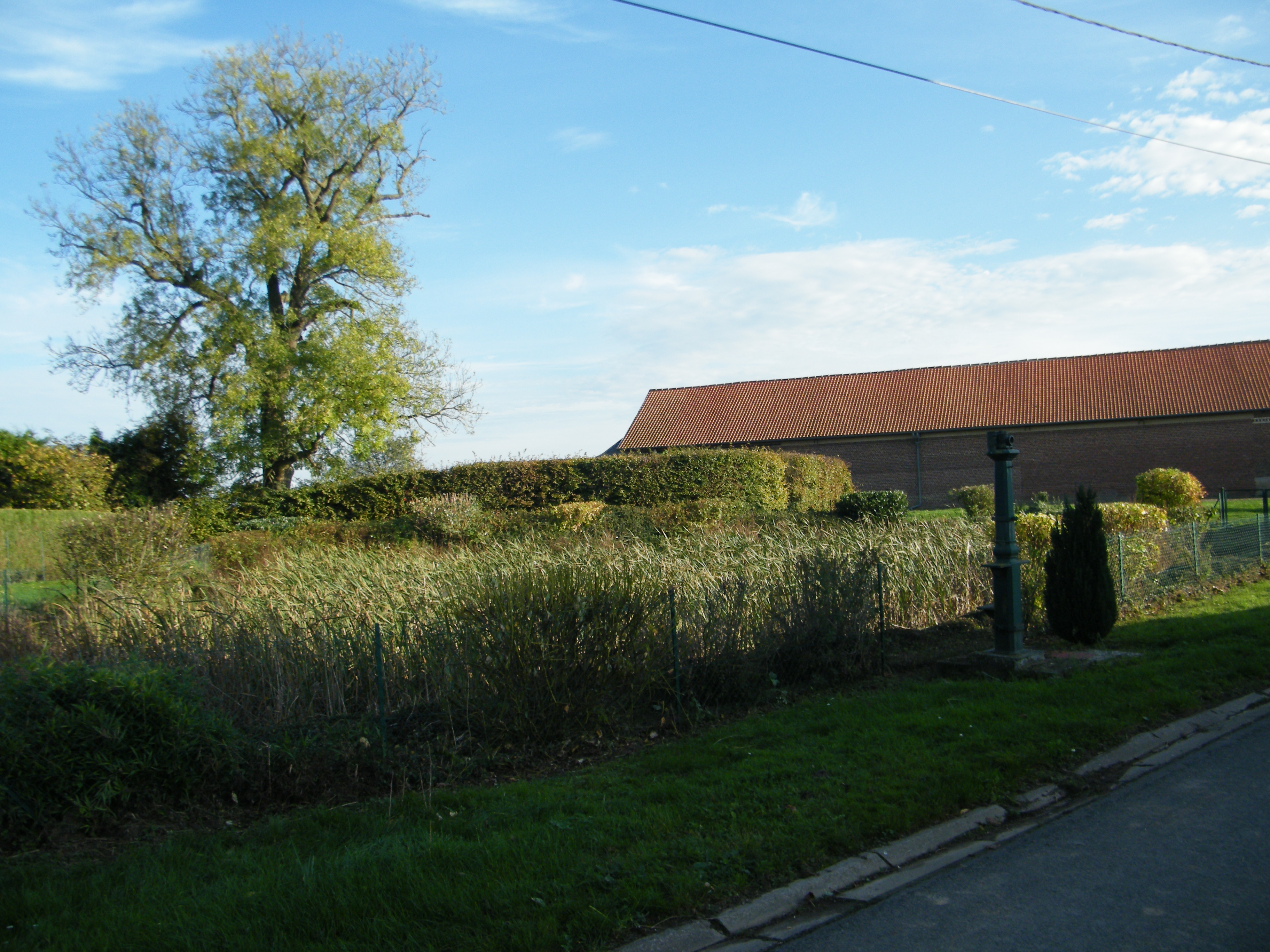

El 2009 a Dancourt-Popincourt hi havia 58 unitats fiscals que integraven 148 persones, la mediana anual d'ingressos fiscals per persona era de 18.077 €.

### Activitats econòmiques
Dels 3 establiments que hi havia el 2007, 2 eren d'empreses de comerç i reparació d'automòbils i 1 d'una empresa classificada com a «altres activitats de serveis».
L'únic establiment comercial que hi havia el 2009 era una botiga de mobles.
L'any 2000 a Dancourt-Popincourt hi havia 5 explotacions agrícoles.

## Poblacions més properes
El següent diagrama mostra les poblacions més properes.